# Грид (Хунедоара)
Грид (рум. Grid) насеље је у Румунији у округу Хунедоара у општини Калан. Oпштина се налази на надморској висини од 324 m.

## Становништво
Према подацима из 2002. године у насељу је живело 305 становника, од којих су сви румунске националности.